# ヒェロニム・アウグスティン・ルボミルスキ
ヒェロニム・アウグスティン・ルボミルスキ（Hieronim Augustyn Lubomirski, 1647年 - 1706年4月20日）は、ポーランド・リトアニア共和国の大貴族、政治家、軍事指導者、公（帝国諸侯）。

## 生涯
ヘトマンのイェジ・セバスティアン・ルボミルスキとコンスタンツィア・リゲンザの三男。ヴィシニチュ、ヤロスワフおよびジェシュフの領主であった。
プウォツクの聖職録修道院長及びマルタ騎士団員で、1676年より王冠領大旗手、1683年より王冠領宮内副長官、1692年より王冠領財務長官、1702年よりクラクフ県知事、クラクフ城代及び王冠領野戦ヘトマンを務め、同年中に共和国最高軍司令官である王冠領大ヘトマンに昇任した。1675年白鷲勲章を拝受。
ヤン3世ソビェスキの指揮下でクリミア・タタールやオスマン帝国軍と戦い、1673年のホチムの戦いにも従軍した。また長兄スタニスワフ・ヘラクリュシュ同様、1665年に父が起こしたルボミルスキの反乱に参加することは拒んだ。1681年通常セイムの議長に選ばれた。
1683年の第二次ウィーン包囲で勇猛さを示してその名を轟かせた。また、それに続くハンガリーでの戦役（大トルコ戦争）にも従軍した。1697年の国王自由選挙では、フランス人のコンティ公フランソワ・ルイを支持した。
1704年ザクセン出身のアウグスト2世に敵対するワルシャワ連盟に参加、国王空位が宣言されるとスウェーデンの支援を受けて自らポーランド王位に就こうと画策した。しかし、スウェーデン政府がスタニスワフ・レシュチニスキを新王に選ぶと、失意のうちに政界から引退した。